# Rybářská alej
Rybářská alej je stromová alej na hrázi levého břehu řeky Bečva v části Přerov I-Město města Přerov. Geograficky se také nachází na ulici U Bečvy v nížině Bečevská brána v Olomouckém kraji na Moravě.

## Historie a popis
Rybářská alej byla vysazena na základě povolení Zemského výboru Markrabství Moravského z roku 1914 v návaznosti na regulaci toku řeky Bečvy a její výsadba bezprostředně navazuje na založení Městského rybníka. Je na ochranné hrázi mezi Bečvou a Městským rybníkem a dále se vinoucí cestě proti proudu řeky až k současné Nemocnici AGEL Přerov. Má délku 1,25 km a současným vlastníkem jejich pozemků je Povodí Moravy, s. p. Původně byly vysazeny špičáky bříz, javorů a později i akátů. Alej patří mezi tradičně vyhledávanou klidovou zónu města a místa častých procházek a projížděk na kole. V rámci územního systému ekologické stability je alej náhradou za chybějící místní břehové porosty Bečvy. O významu této aleje také svědčí získání 1. místa v celostátní anketní soutěži Alej roku 2012, pořádané českou neziskovou organizací Arnika. Přesto, že se zdravotní stav jednotlivých stromů každým rokem zhoršuje a stromů postupně ubývá, tak obnovu aleje znemožňuje platný Vodní zákon č. 150/2010 Sb. (§ 58), který výsadbu dřevin na ochranných hrázích zakazuje.

## Galerie

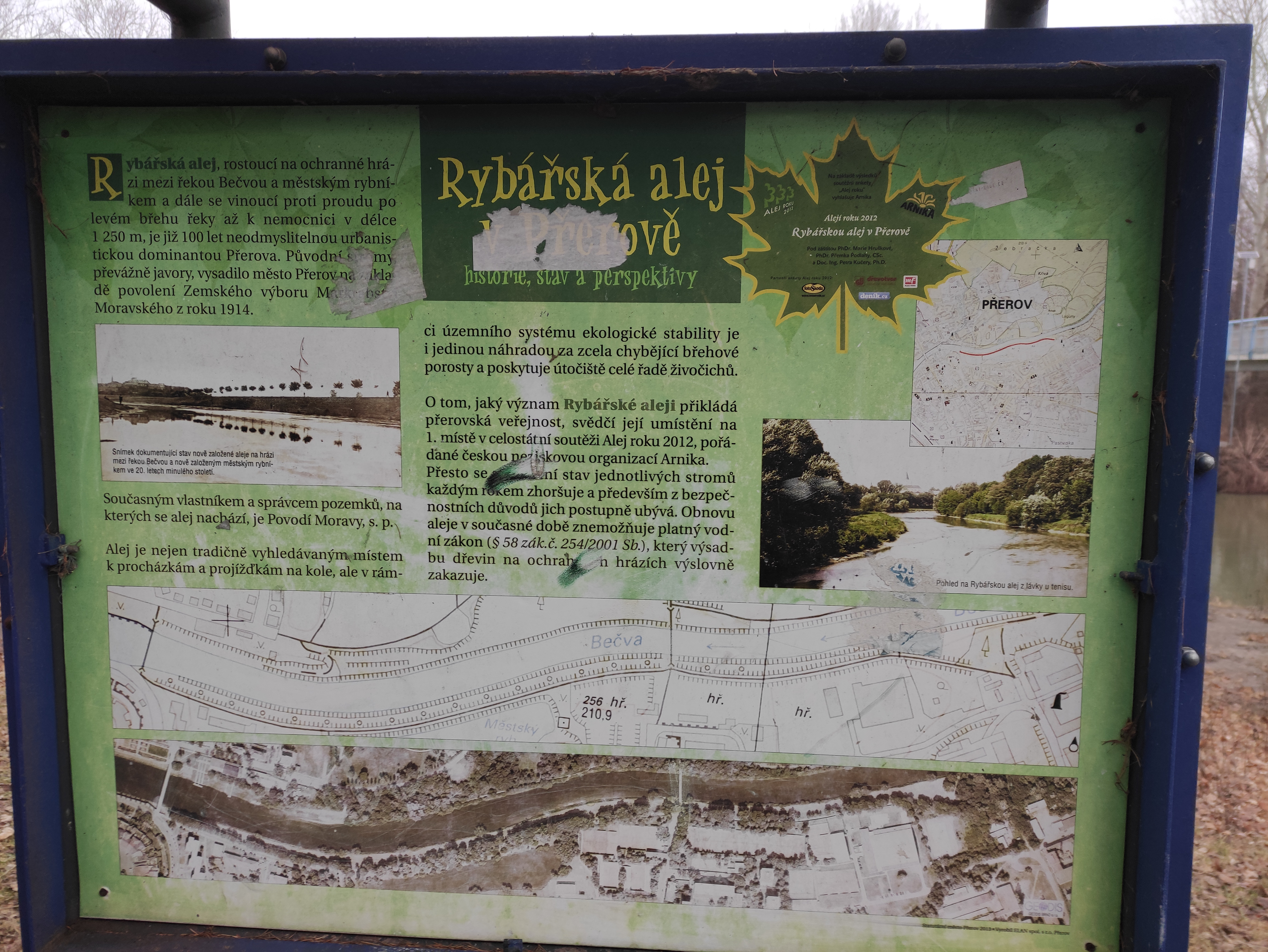
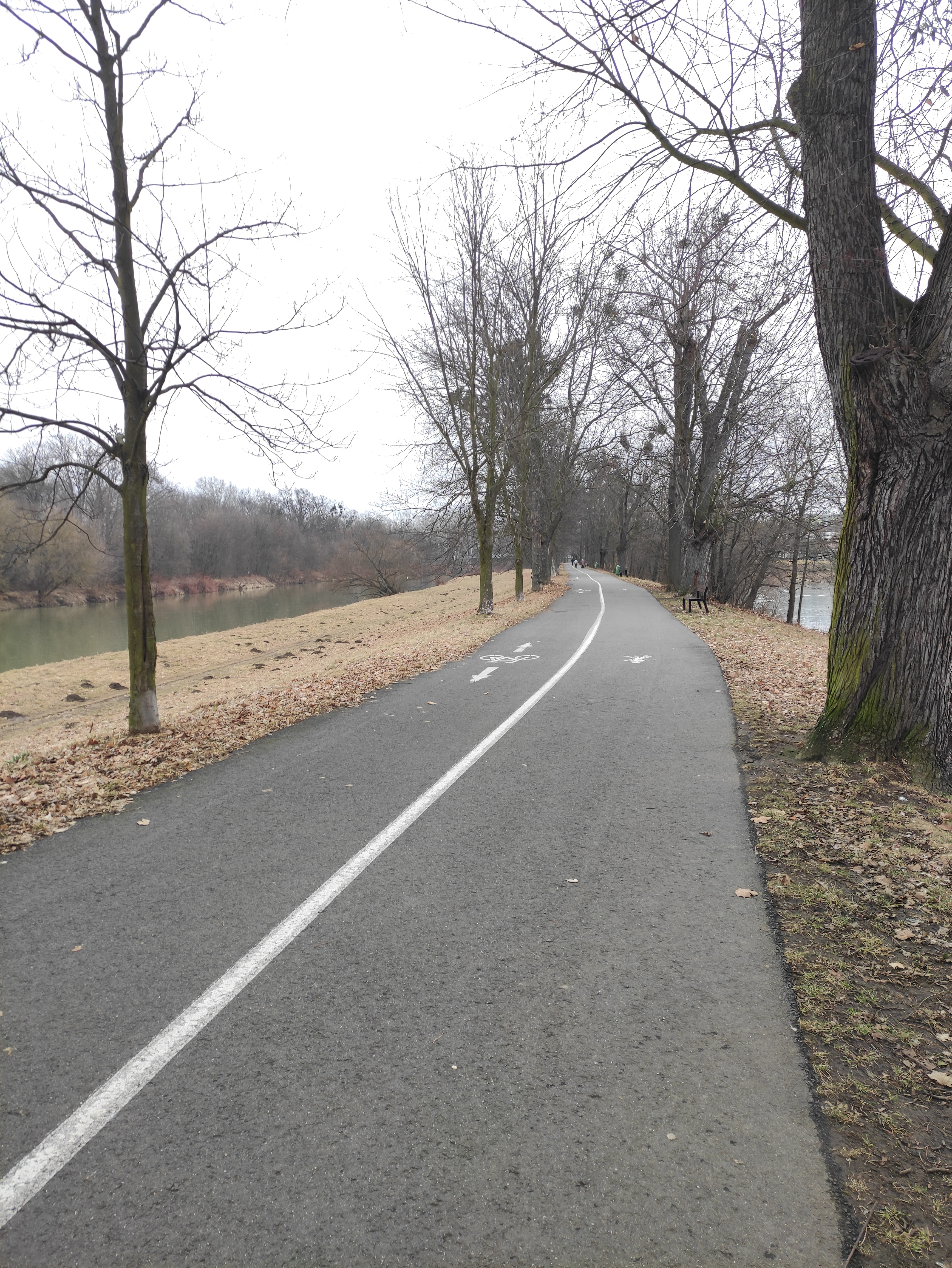

## Další informace
Po Rybářské aleji, která je celoročně volně přístupná, vedou národní cyklostezky 5, 50 a cyklostezka Bečva a mezinárodní cyklostezky EuroVelo 4 a Greenway Krakov-Morava-Vídeň. Přibližně v polovině své délky alej navazuje na lávku U Tenisu.